# 아이돌즈!
《아이돌즈!》(アイドールズ!, IDOL Survival)는 신에이 동화가 제작한 일본의 애니메이션이다. 2021년 1월부터 3월까지 BS 아사히의 애니메 A(금요일판) 제1부에서 방영되었다.